# 징병제에 대한 반대
징병제에 대한 반대(영어: Opposition to conscription)는 국가가 부과하는 징병제에 의한 병역복무을 반대하는 것을 의미한다. 병역의무에 대한 반대로도 부른다.

## 특징
징병제에 대한 반대와 관련된 특징는 다음과 같은 행위로, 아래 중 하나만을 말할 수 있고, 둘 이상을 말할 수도 있다.
- 종교적, 정치적인 사유의 양심적 병역거부
- 병역의무자의 징병검사 거부, 징병 대상자가 된 병역의무자의 입영거부 등의 병역기피, 징병을 모면하기 위한 자해행위
- 직접적인 징병제에 대한 반대운동(징병제 반대 시위)
- 징병사무소를 점거하여 농성하는 행위. 방화까지 있을 수도 있다.

## 나라별 징병제에 대한 반대

### 한국
한국 역사에서 직접적인 징병제에 대한 반대는 찾기 어려우며, 이 또한 일제강점기의 일본 제국의 징병제를 반대하기 위한 조직화된 단체 정도가 대부분이다. 광복과 분단 이후 38선 및 휴전선 이남의 실효 통치국인 대한민국에서의 양심적 병역거부자에 대한 대체복무 도입 요구 정도가 대부분이다. 또한 38선 및 휴전선 이북의 실효 통치국인 조선민주주의인민공화국 내에서는 징병제에 대한 반대활동이 전무하다.

#### 1945년 이전
1945년 이전의 조선에서 징병제에 대한 반대는 일제강점기 말기인 1943년, 일본 제국이 대동아 전쟁에 많은 병력을 동원하기 위해 조선에 일본 제국 본토와 동일한 징병제를 실시했을 때, 일본 제국의 징병에 반대하는 활동이 존재하였다. 1944년 4월에 1회 징병검사가 실시되었을 때, 당시 조선의 적령장정 총수 26만6225명(조선 국외 거주자 5만2059명) 중 수검예정인원은 21만8659명이었다. 그러나 당시 수검기일인 8월 20일까지 수검하지 않은 인원이 5.8%인 1만2602명에 달하였는데, 이는 징병적령자가 도피하여 소재를 감추거나 호적연령을 정정해 기피하는 등 갖가지 방법으로 징병검사에 불응한 인원이다. 이들은 학병기피자, 징용기피자와 마찬가지로 주로 산간지대에 도피, 은신하여, 집단을 이루어 조직, 무장화하였다.
일제 강점기 시기에 조선인이 반대한 일본 제국의 징병제는 1945년 광복, 일본군의 해체로 사라졌다.

#### 1945년 이후

##### 군정기
군정기 시기인 1946년, 대한민국 국군의 전신이 되는 남조선국방경비대, 남조선해안경비대, 조선인민군의 전신이 되는 조직이 창설된 당시에도 한국 내에는 징병제가 존재하지 않아 징병제에 대한 반대활동이 없었다.

##### 대한민국
1948~2000년
38선 이남에 대한민국 정부가 수립된 1948년 이후의 이듬해인 1949년, 병역법 제정에 따른 징병제를 1950년 초부터 실시하다 중단되었으며, 같은해 조선민주주의인민공화국의 대한민국에 대한 기습 남침으로 발발한 6.25 전쟁 기간인 1951년부터 징병제를 다시 실시하였다. 1953년 6.25 전쟁 휴전 이후의 징병제에 대한 반대활동은 대한민국에서 찾아보기 어렵다.
이는 여호와의 증인, 안식교의 종교적인 양심적 병역거부, 정치적 목적의 양심적 병역거부, 병역의무자의 징병검사 기피, 입영기피, 징병을 모면하기 위한 자해 등의 징병거부 또는 기피행위를 제외하면 징병제에 대한 반대활동이 2000년대 이전에는 전무하다는 것을 말한다.
박정희 정권 시기에 벌어진 반독재 활동을 한 대학생을 대상으로 한 강제징집에 대한 항의로, 1979년 발생한 병역문제대책위원회 사건 정도 외에는 찾을 수 없을 정도이다. 이 또한 징병제에 대한 거부가 아니라 징병제를 정치적 목적에서 이용하는 것에 대한 반발에서 일어난 사건이다.
2000년 이후
2000년 예비역 대령 배성관이 징병제를 반대하는 모임을 설립하였으며, 이듬해인 2001년, 오태양은 대한민국 최초로 정치적 사유에 의한 양심적 병역거부를 실행했다. 또한 이 무렵에 딴지일보에서 '징병제를 폐하라'라는 기사를 3부에 걸쳐 연재되었으며 내용은 징병제가 모병제보다 훨씬 소모적이면서도 국방력에 전혀 도움이 되지 않는다는 내용이다.
2020년 모병제추진시민연대라는 단체가 설립된 후, 징병제 반대 단체 회원을 중심으로 한 징병제 반대와 관련된 시위, 병역법의 관련 조항에 대한 헌법소원 등의 활동이 존재한다.

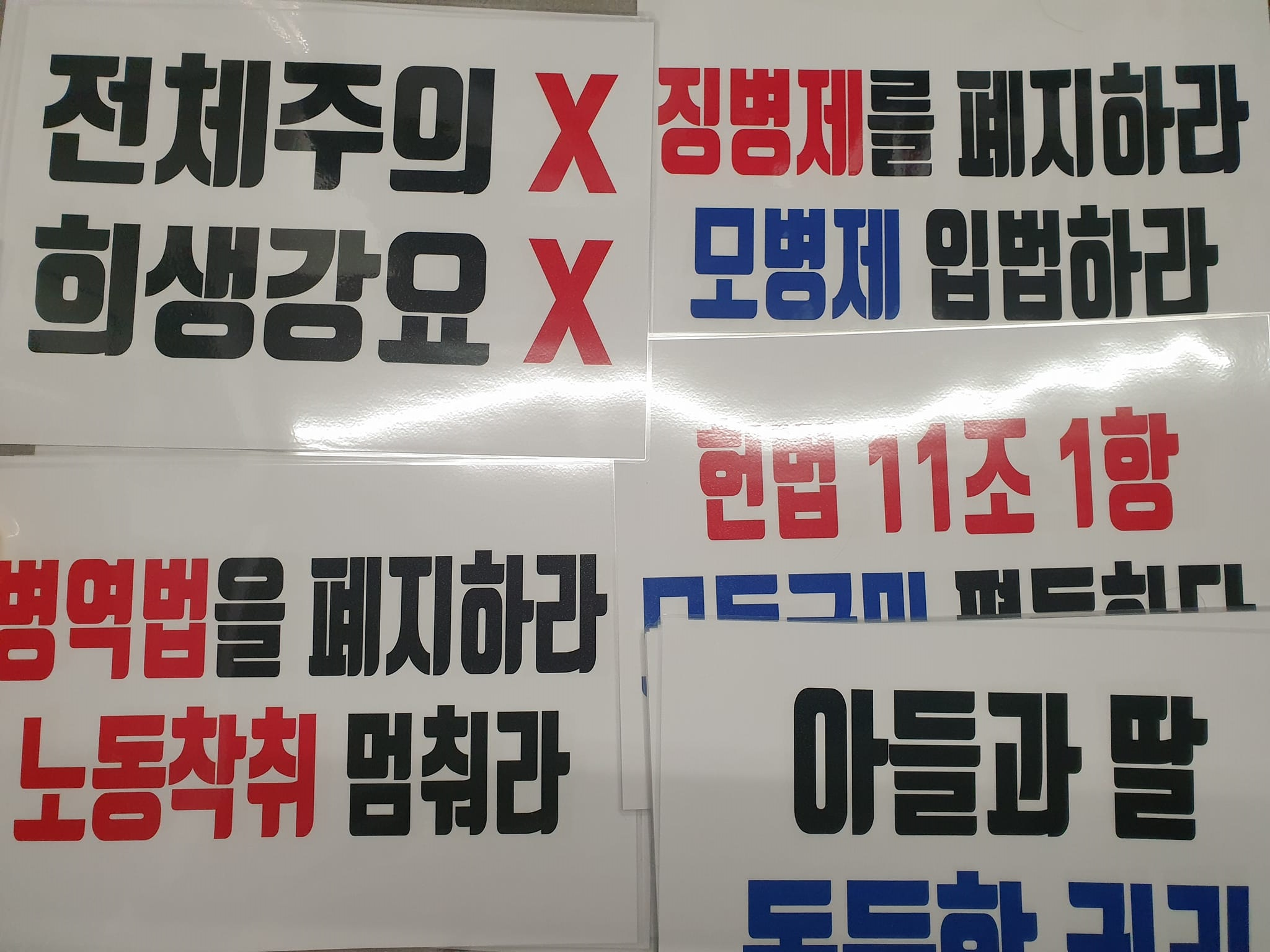
징병제 반대 플래카드(징병제를 폐지하라, 모병제 입법하라, 병역법을 폐지하라, 노동착취 멈춰라 등)
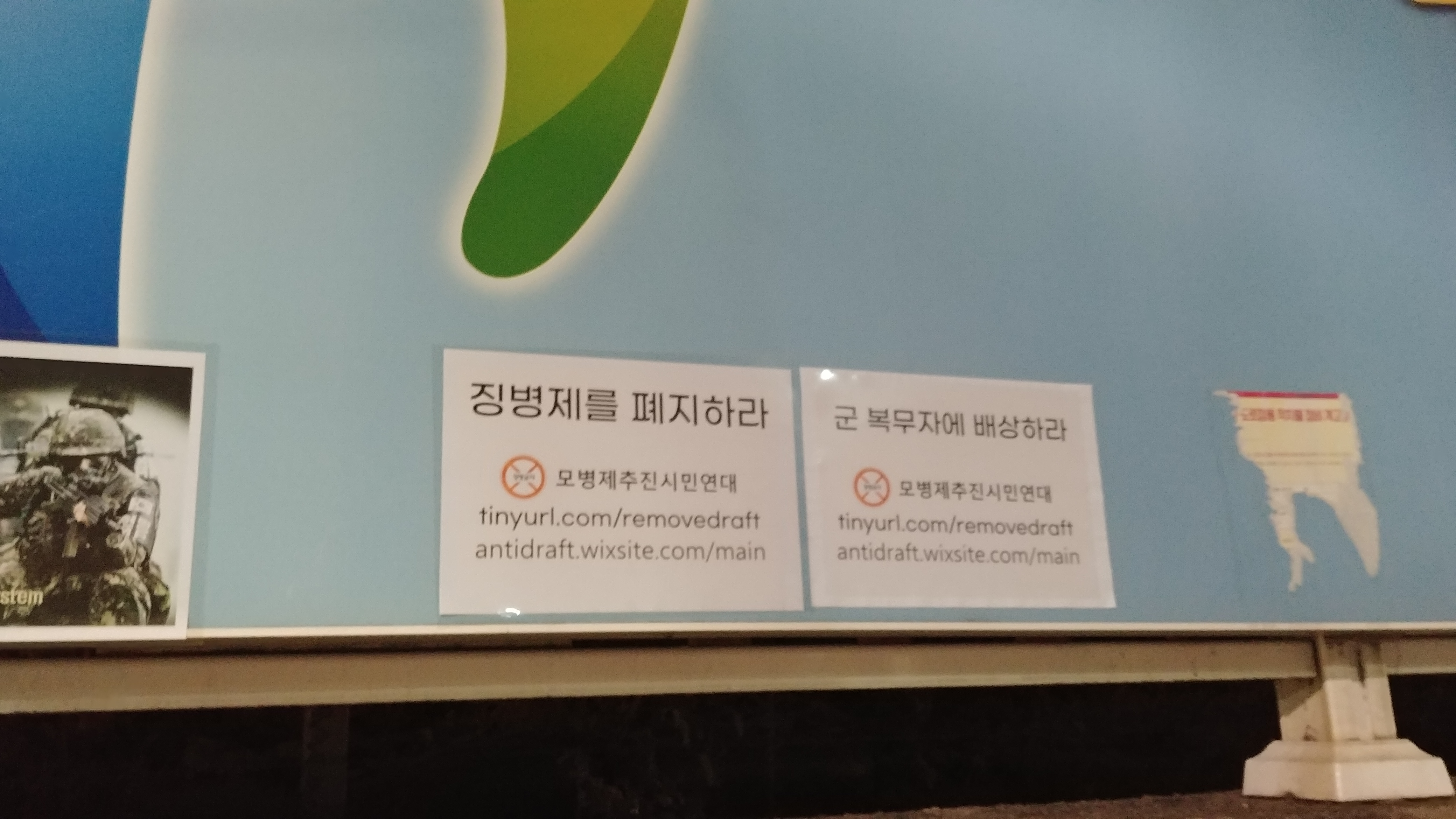
2021년, 대한민국 국방부 간판에 붙어진 징병제 반대 피켓(모병제추진시민연대 피켓)
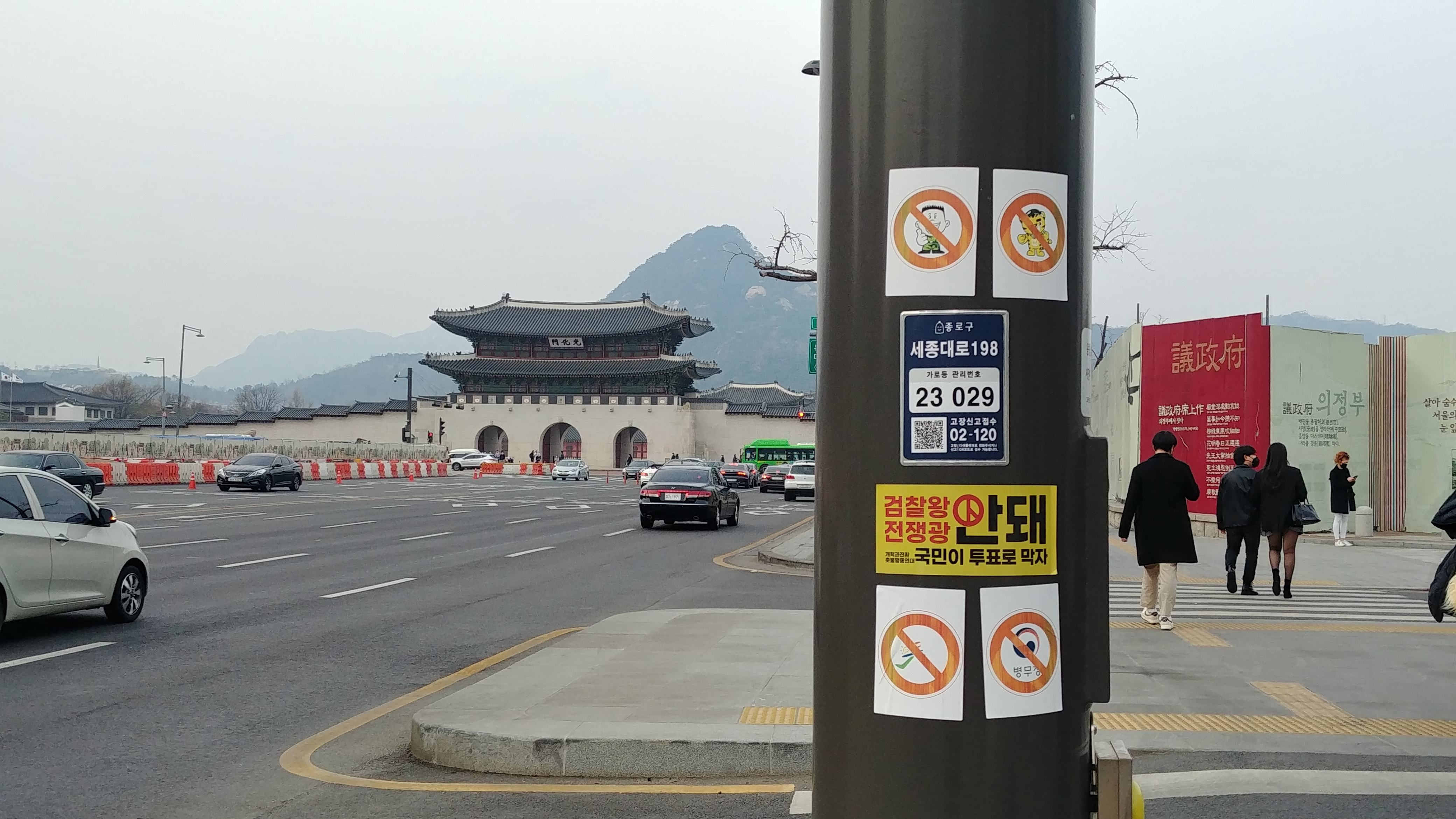
2022년, 세종대로변에 붙어진 징병제 반대 관련 픽토그램 스티커
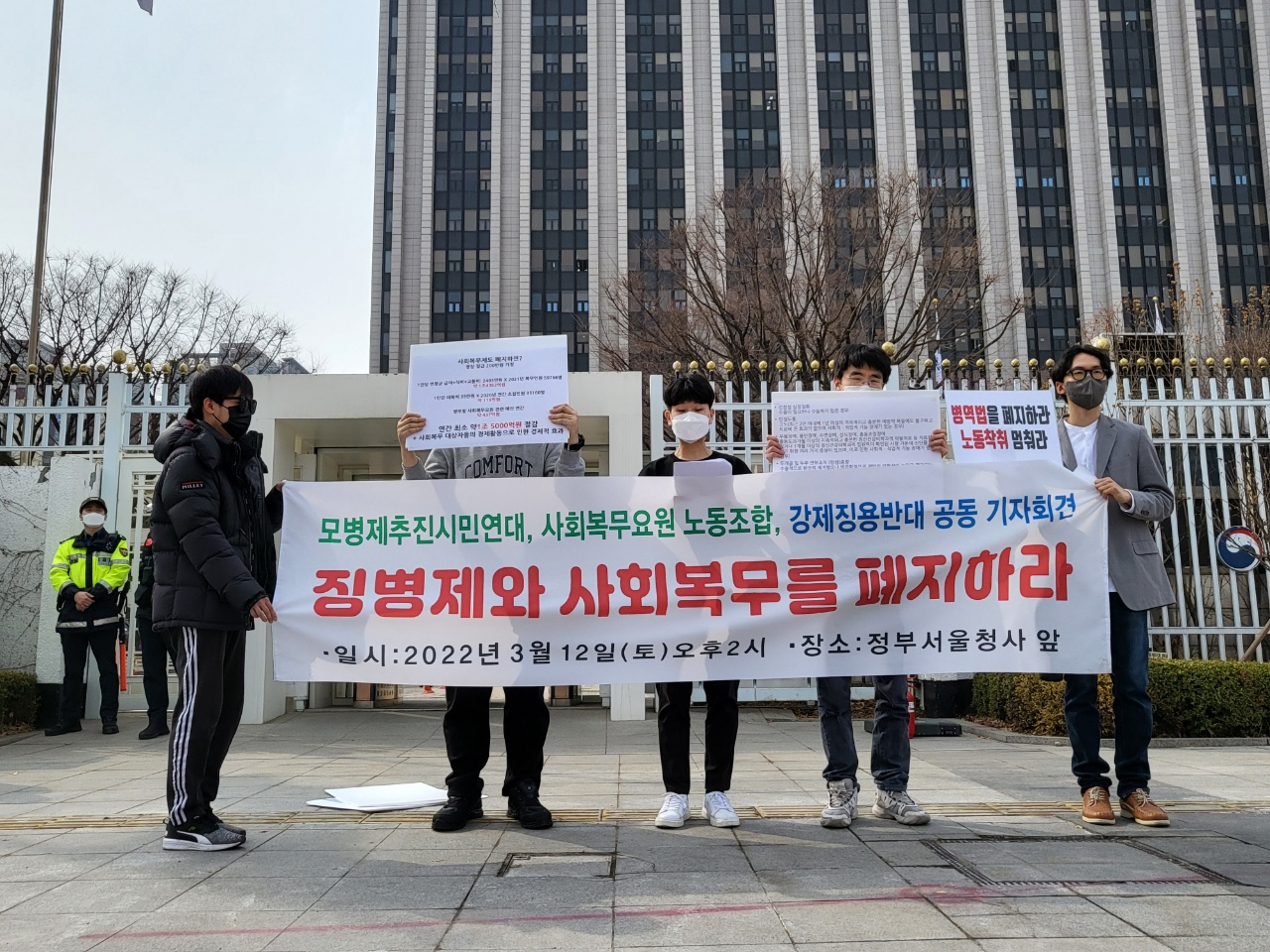
2022년 3월, 정부서울청사 앞 징병제 및 사회복무요원 제도 폐지 관련 기자회견
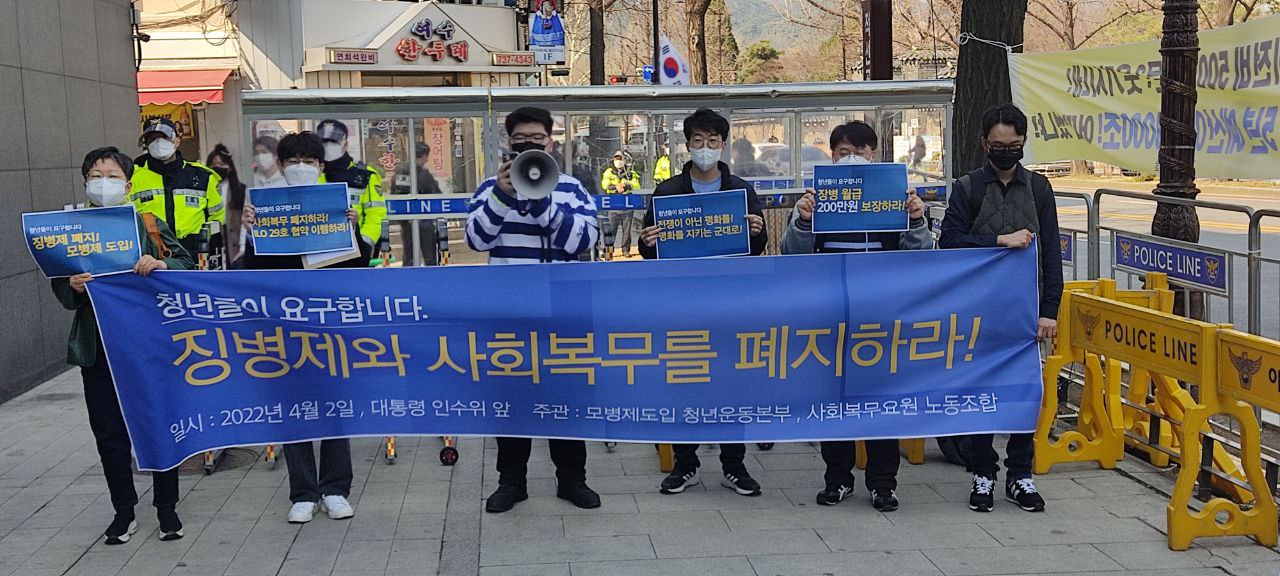
2022년 4월 2일, 제20대 대통령직 인수위원회 앞 징병제 및 사회복무요원 제도 폐지 관련 기자회견
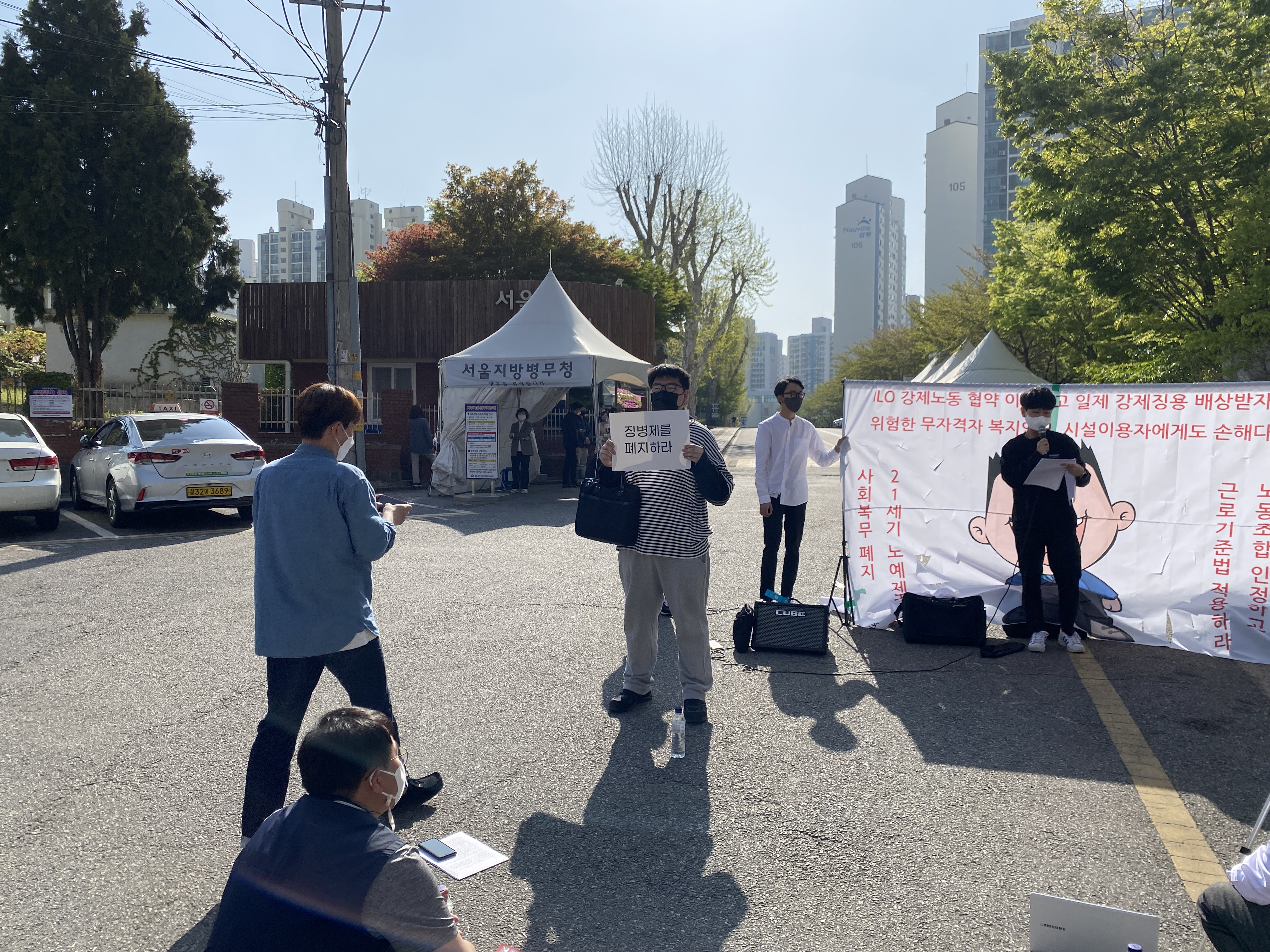
2022년 4월 20일, 서울지방병무청 굳건이 화형식
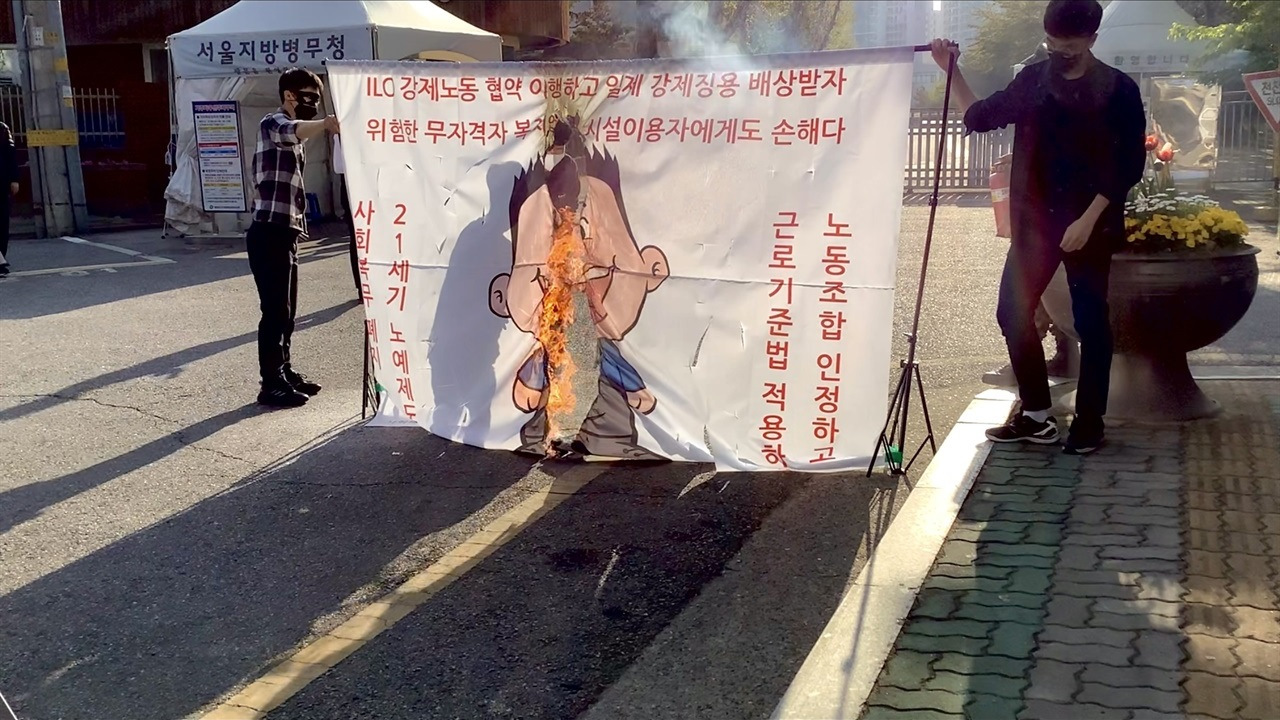
2022년 4월 20일, 서울지방병무청 굳건이 화형식
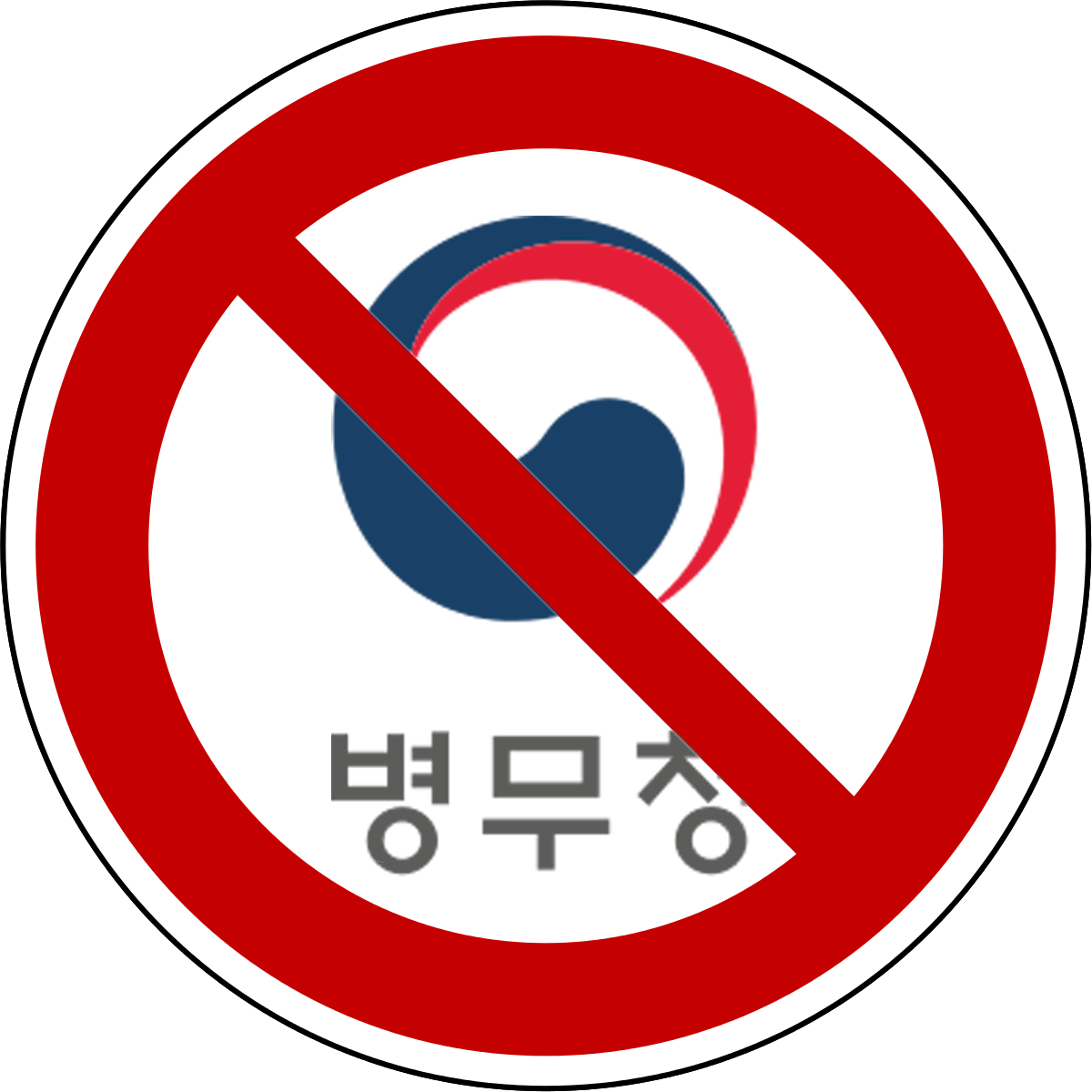
대한민국의 징병제 반대와 관련된 픽토그램(병무청 금지-한국어)
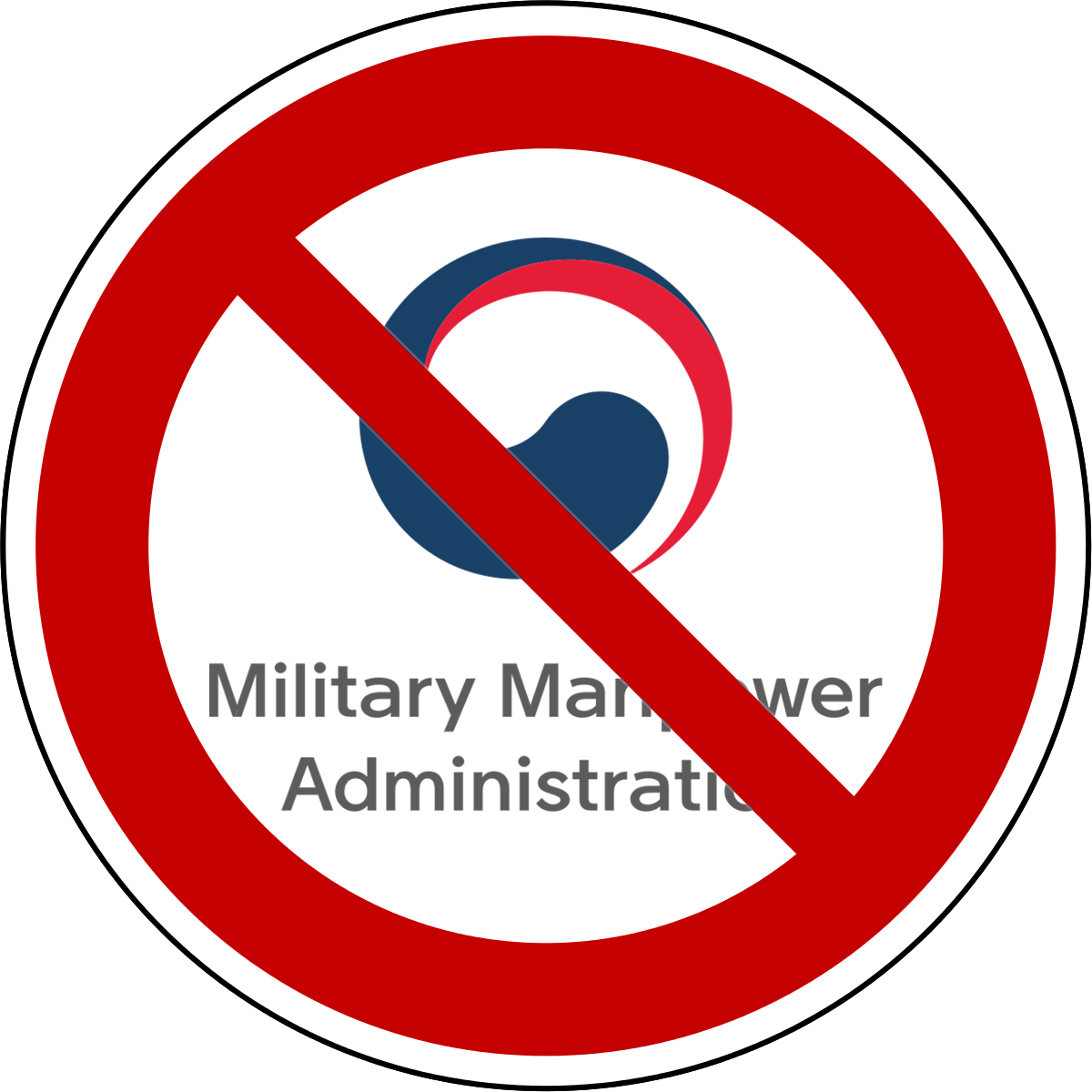
대한민국의 징병제 반대와 관련된 픽토그램(병무청 금지-영어)
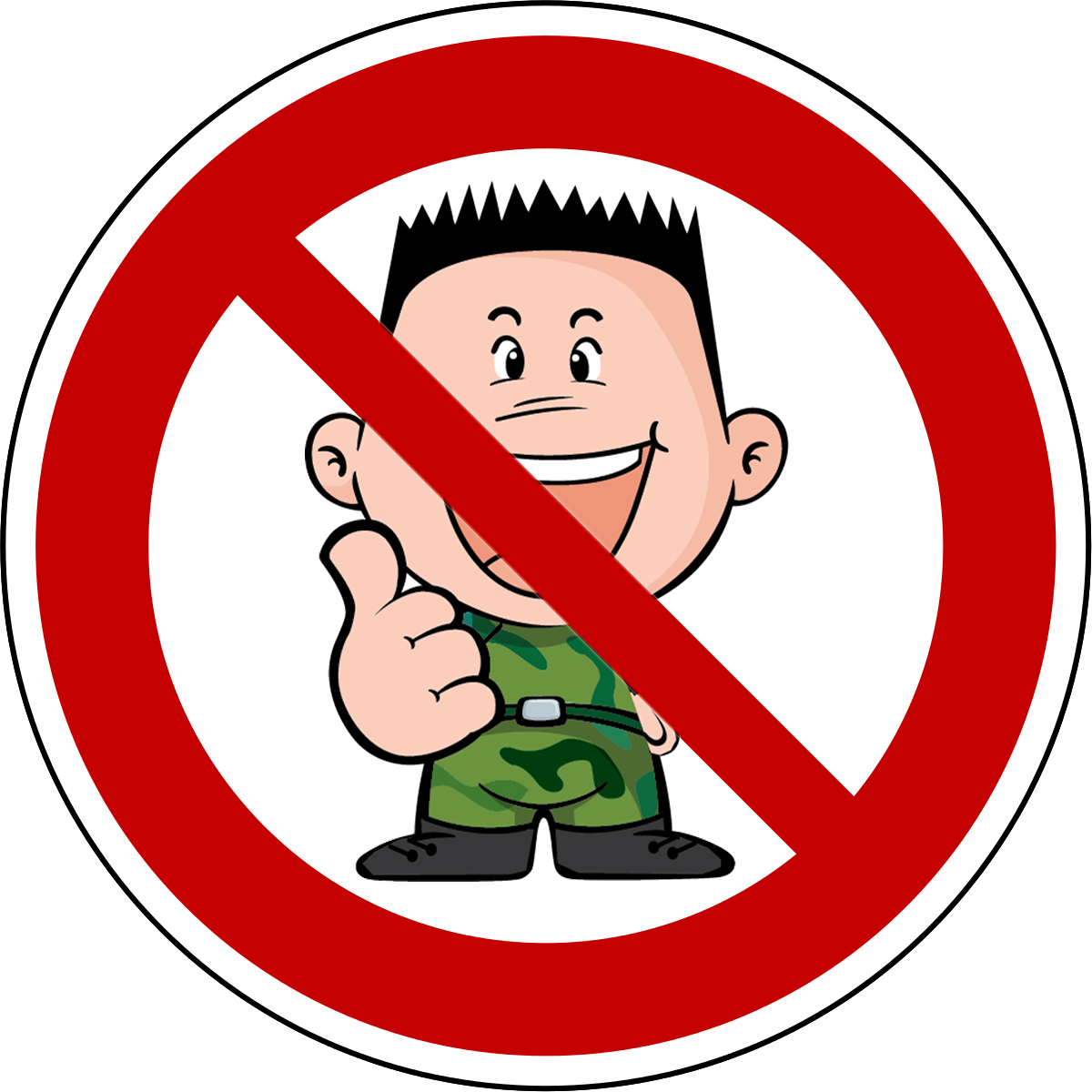
대한민국의 징병제 반대와 관련된 픽토그램(굳건이 금지)
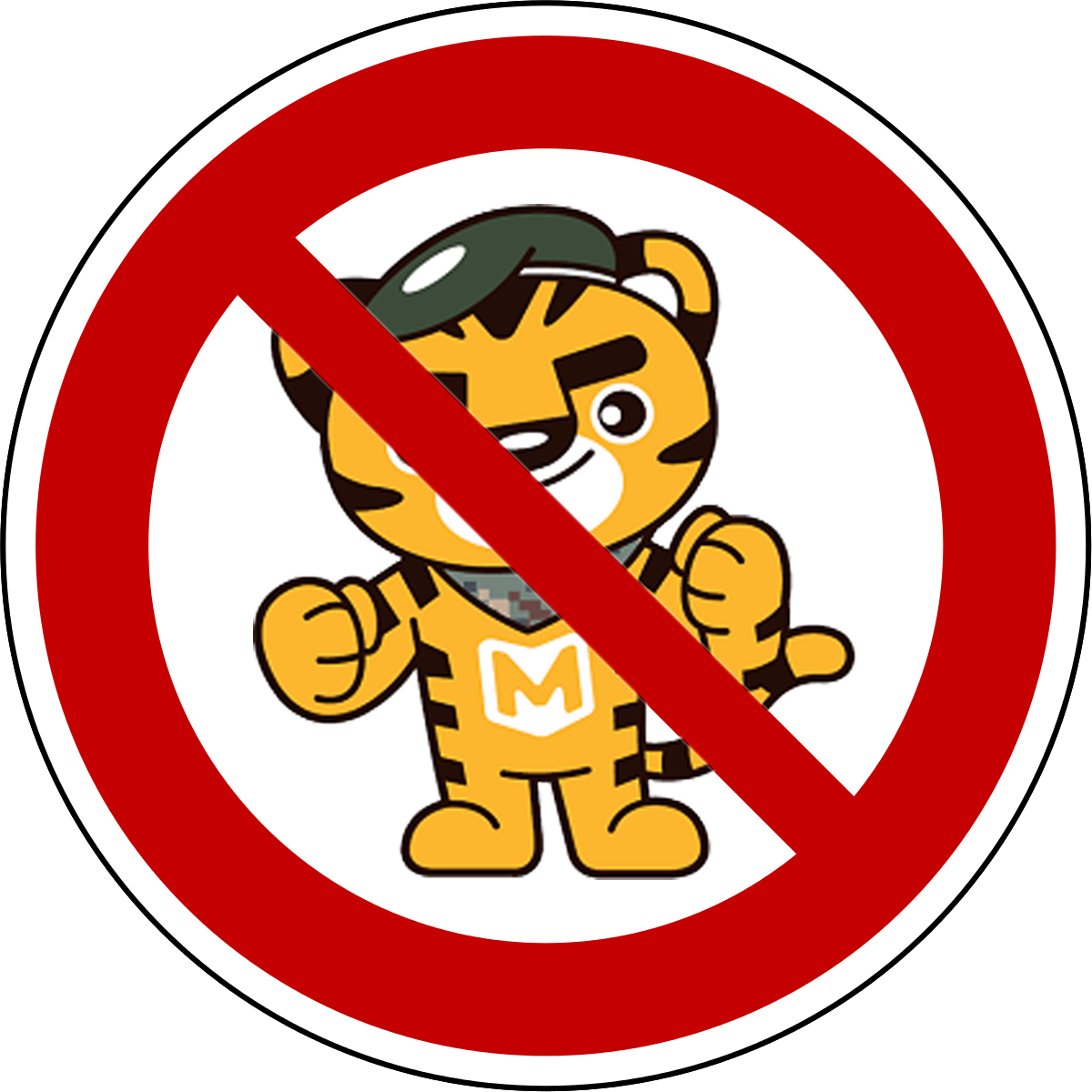
대한민국의 징병제 반대와 관련된 픽토그램(힘찬이 금지)

##### 조선민주주의인민공화국
38선 이북에 조선민주주의인민공화국 수립 초기 시기인 1948년부터 징병제가 실시된 후, 조선민주주의인민공화국 국내에서 현재까지 징병제에 대한 반대활동은 전무하다. 이는 체제의 문제, 주체사상화가 되면서 생기게 된 인권 문제로 인한 것이다.

### 일본
메이지 유신 이후인 1873년, 징병령이 공포되면서 사족, 평민을 막론하고 징병제가 실시되었는데, 사족 계층과 평민 계층은 징병제를 반대해 폭동이나 반란을 일으켰다. 당시의 평민 계층인 농민은 부담에 대한 반발로 징병제에 반대했으며, 사족 계층은 기득권 유지, 평민의 전투력이 떨어질 것이라는 점으로 징병제를 반대하였다.
평민 계층에 의해 일어난 징병제 반대활동은 1873년 서일본 지역의 농민에 의해 일어난 폭동인 혈세잇키(血税一揆)이며, 사족 계층에 의해 일어난 징병제 반대활동은 1877년 사이고 다카모리가 주도하여 일으킨 무력 반란인 세이난 전쟁이다.

### 미국
1863년, 뉴욕시에서 빈민들이 남북전쟁과 관련한 징병법을 반대하면서 발생한 뉴욕 징병거부 폭동이 있으며, 베트남 전쟁과 관련된 반전활동에서 징병제에 대한 반대활동이 있었다.

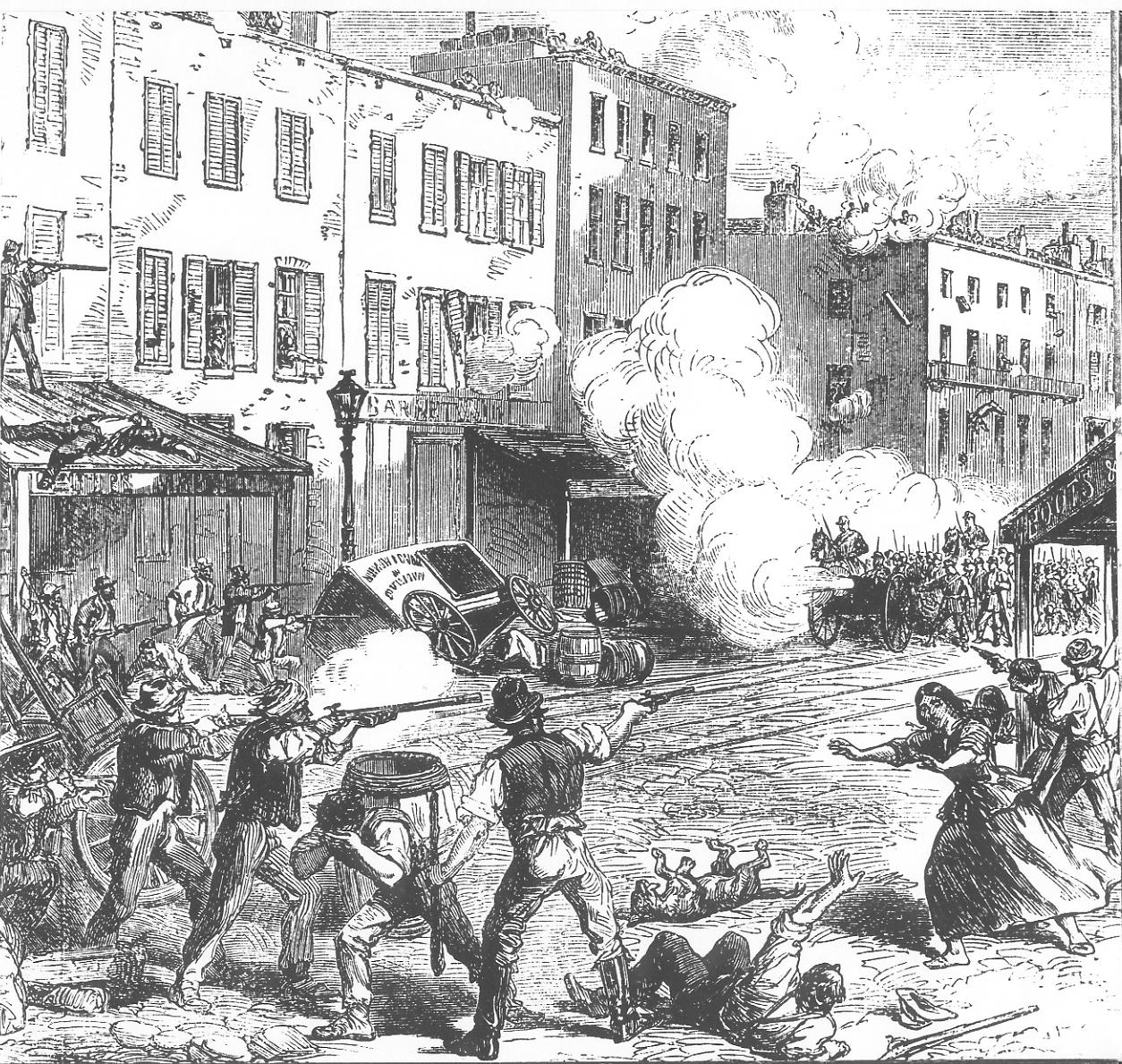
1863년, 뉴욕 징병거부 폭동에서 연방군을 공격하는 폭도
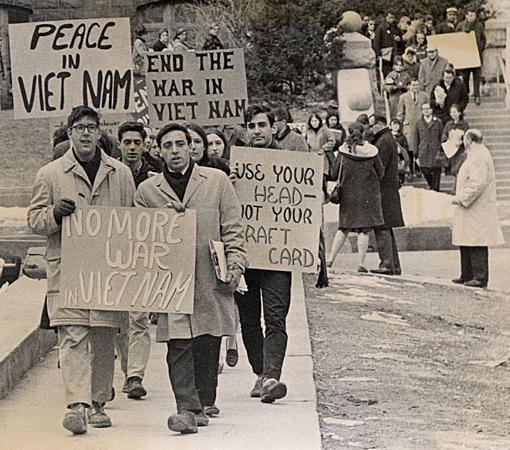
위스콘신 대학교 매디슨에서 열린 미국의 베트남 전쟁 반대 시위 중 징병 반대 플래카드가 있다. 이 플래카드에는 "머리를 사용하라, 징병영장을 사용하지 마라(Use your head, Do not your Draft card)"고 쓰여 있다.
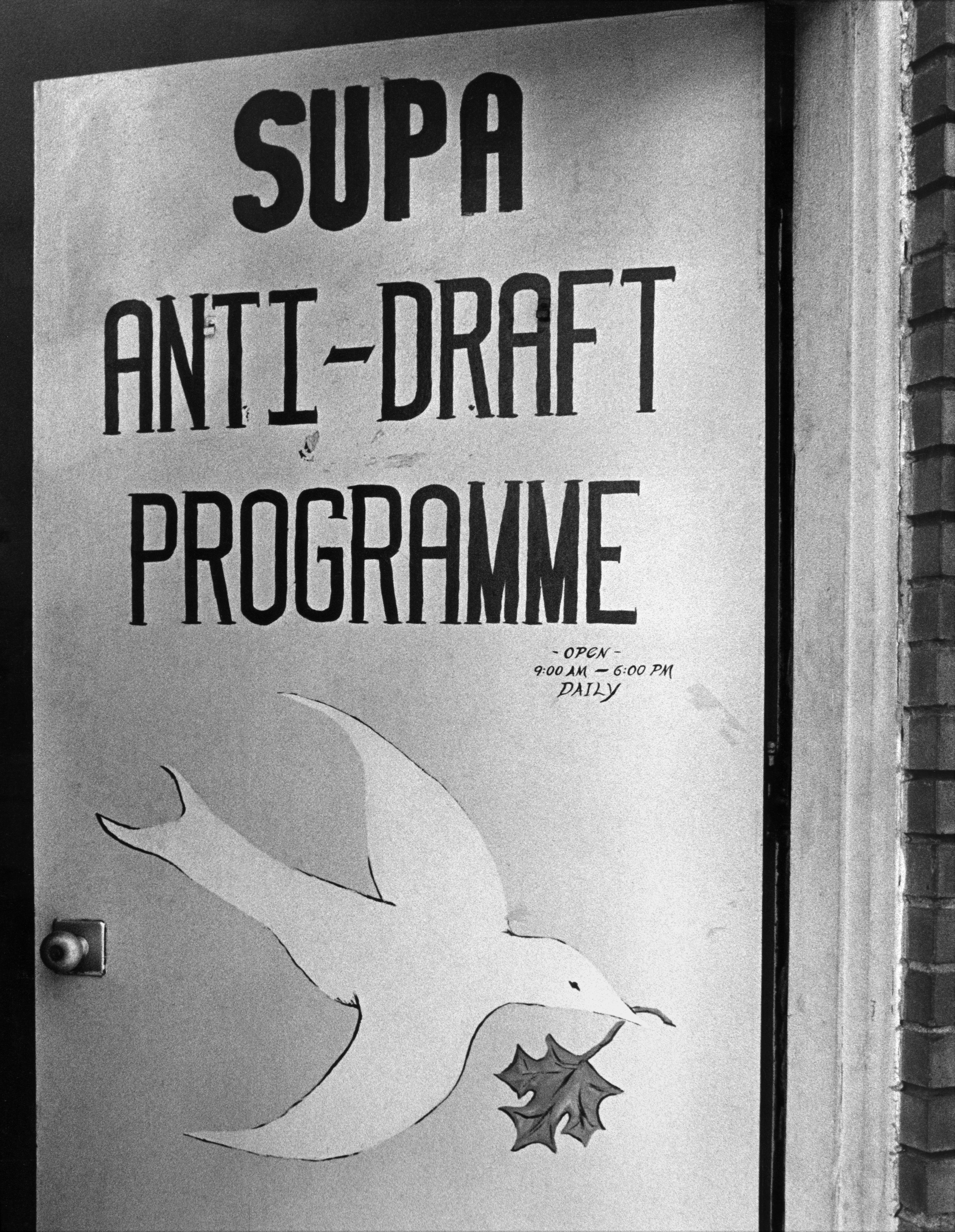
1967년 8월, 캐나다 토론토 스파디나 애비뉴(en:Spadina Avenue)에 있던 평화행동 학생연합(Student Union for Peace Action, SUPA)의 징병반대 프로그램 사무실의 문.

### 스페인
인수미시온 운동(es:Movimiento insumiso en España)이라고 불리는 징병제에 대한 반대가 1980년부터 2001년까지 존재하였다.

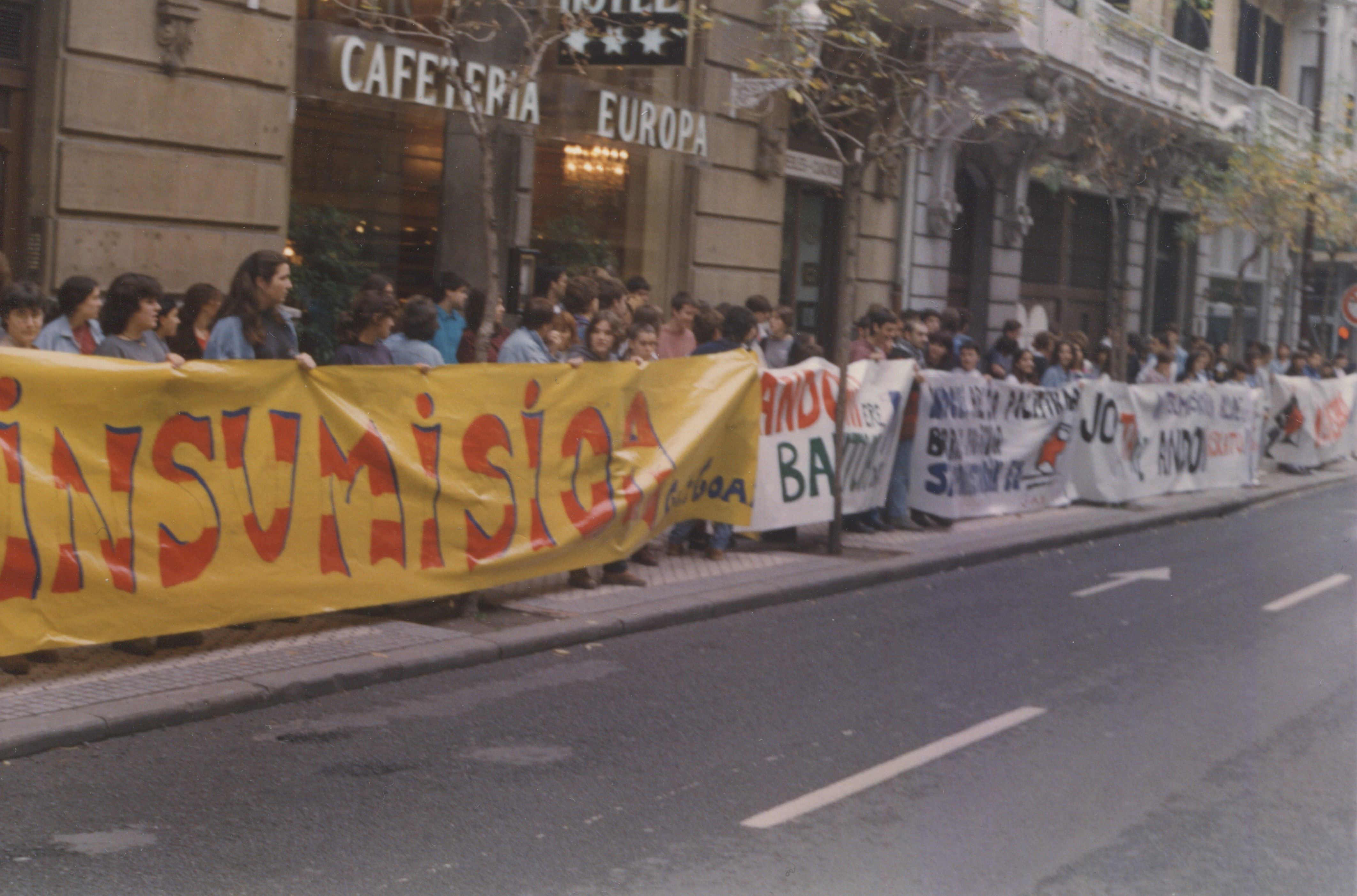
1995년, 바스크주에서의 징병반대 시위
1996년, 발렌시아 수에카(es:Sueca)에서의 징병반대와 관련된 낙서

### 남아프리카 공화국
남아프리카 공화국에서는 아파르트헤이트 시기에 백인남성을 대상으로 병역의무를 부과했는데, 1980년대에 아파르트헤이트 반대운동이 일어나는 과정에서 징병제 반대활동까지 있었다. 당시 아파르트헤이트에 반대하는 백인 징집병과 그의 가족들을 중심으로 징병제를 반대하는 활동을 했으며, 당시 존재하던 'End Conscription Campaign'라는 단체가 징병제에 대한 반대활동을 하면서 남아프리카 공화국 방위군의 탈영병도 지원을 했다.

## 같이 보기
- 징병제
- 양심적 병역 거부, 병역 기피
- 베트남 전쟁에서의 병역 기피(영어판)
- 병역기피자 공개 제도